# HD 93162
HD 93162 (WR 25) è una stella di Wolf-Rayet che si trova nella costellazione della Carena. Fa parte dell'associazione stellare Carina OB1, nell'Arco della Carena, una regione della Via Lattea particolarmente ricca di nubi molecolari giganti posta a circa 8000 anni luce dalla Terra. 
Nel catalogo delle stelle di Wolf-Rayet, HD 93162 è classificata di tipo spettrale WN6h+O4F anche se il suo stato di stella binaria è stato oggetto di dibattito per diversi anni e non è completamente certo. Se fosse una stella singola, con una luminosità di oltre 6 milioni di volte quella del Sole, si tratterebbe di una delle più luminose stelle conosciute della nostra Galassia. In uno studio del 2008, Gamen et al. affermano che variazioni periodiche della velocità radiale della stella sono dovute alla presenza di una compagna della WR, probabilmente una stella blu di classe O, avente un periodo orbitale di circa 208 giorni. La stima delle masse delle due componenti fatta da Gamen et al. è di 75 ± 7 per la WR e 27 ± 3 M⊙ per la compagna di classe O, valori vicini a quelli delle componenti di uno dei più massicci sistemi binari conosciuti, cioè di WR 20a. La stella è un'emittrice di raggi X, causati probabilmente dallo scontro dei venti stellari delle due componenti, che causano un picco delle emissioni al passaggio al periastro della secondaria.